# 思遠籃球隊
思遠籃球隊（Seasonal Basketball Team），是香港一支曾經在香港籃球聯賽甲一組角逐的籃球隊，球隊班主是香港電影界名人吳思遠，曾經奪得三次贏得香港籃球聯賽甲一組冠軍，亦是第一屆超級工商盃籃球賽冠軍，現已解散。

## 球隊歷史
思遠籃球隊1981年贏得香港籃球聯賽甲二組冠軍，首次升上甲一組角逐，其後先後在1989年、1990年及1993年，三次奪得甲一組聯賽冠軍。
1990年7月舉行的第一屆超級工商盃籃球賽，思遠於決賽擊敗發景，勇奪冠軍。其後於1991年第二屆獲得季軍，而1993年第四屆則屈居亞軍。

## 球隊榮譽
- 超級工商盃籃球賽冠軍 一次(1990年)
- 香港籃球聯賽甲一組冠軍 三次(1989、1990、1993年)
- 香港籃球聯賽甲二組冠軍 一次(1981年)

## 著名球員
吳柱業、梁月明、徐嘉諾、查德、大衛威利、梅力夫、張國樑、譚國雄

## 外部連結
- 香港籃球總會網頁 （页面存档备份，存于）